# Crash Bandicoot
Crash Bandicoot je videohra, která byla vydána společností Sony Computer Entertainment, produkována společností Universal Interactive Studios (později známou jako Vivendi Games) a vyvinuta studiem Naughty Dog. V Americe byla vydána 31. srpna 1996 a v Evropě ve stejném roce v listopadu. Dne 15. října 1997 pak hra vyšla v Americe znovu v edici Sony Greatest Hits. V Evropě v březnu 1998 v edici Platinum Range. V roce 2006 byla hra uveřejněna na PlayStation Network jako stahovatelný obsah pro PlayStation 3 a PlayStation Portable.
Crash Bandicoot je první hrou z dlouhé série. Zachycuje stvoření hlavního hrdiny v rukou doktora Nea Cortexe a doktora Nitrouse Bria. Příběh se pak točí okolo Crashova putování, za zastavením svého stvořitele v jeho plánu na ovládnutí světa, a záchranou své přítelkyně Tawny.
Hra sklidila kladnou kritiku za své vizuální zpracování a dobrou hratelnost. Zároveň ale byla označena jako málo inovativní v rámci plošinovek. Nakonec se hra stala jednou z nejprodávanějších pro platformu PlayStation.

## Herní prvky
Hra Crash Bandicoot je plošinovka ve které hráč ovládá hlavní postavu Crashe Bandicoota, který se musí dostat přes tři ostrovy aby porazil zlého doktora Cortexe a zachránil svou přítelkyni Tawnu. Hra je rozdělena na jednotlivé úrovně (levely/kola), kterými hráč musí úspěšně projít, aby se posunul ve hře dál. Hráč je omezen počty životů, pokud všechny životy ztratí, což může být způsobeno pádem do vody či jámy nebo jakýmkoliv útokem nepřítele, objeví se obrazovka oznamující konec hry, kde se hráč může rozhodnout zda bude pokračovat dál. To znamená že se objeví u vstupu do posledního spuštěného levelu a bude mít malý počet životů.
Aby mohl Crash bojovat se svými nepřáteli má k dispozici několik schopností. První z nich je skok, klasický způsob skočení na nepřítele což způsobí jeho smrt. Další schopností je "točení" které také slouží k likvidaci nepřátel, Crash pak vypadá jako malé tornádo podobně jako animovaný Tasmánský čert. Nepřítel zneškodněný "točením" pak odlétá do dáli po herní obrazovce přičemž může zneškodnit každého dalšího nepřítele kterým projde. Obě tyto schopnosti mohou být také použity pro otevírání k beden rozmístěných po každém levelu. Většina z těchto beden pak obsahuje Wumpa Ovoce (někdy i bonusový život), kterého pokud hráč nashromáždí sto kusů poskytne bonusový život (ovoce se dá získat i zlikvidováním několika nepřátel najednou). Další věc která může být v bedně nalezena je šamanská maska Aku Aku, která chrání Crashe před jedním nepřátelským útokem (další nalezené maska pak vylepší tu stávající a chrání před dalším útokem. Pokud hráč nasbírá tři masky získá dočasnou nesmrtelnost. Každý nepřítel a bedna jsou zničeni a jablka v okolí jsou automaticky sbírána. Bedny označené šipkou umožňují Crashovi vyskočit výše než mu to umožňuje normální skok. TNT bedny jsou výbušné, pokud se na ně Crash "zatočí" zabijí ho. Pokud Crash na bednu skočí spustí se odpočítávání a bedna vybouchne po třech sekundách (použitelné i proti nepřátelům). Bedny s vykřičníkem zpřístupní dříve nehmotné objekty, který jsou jinak naznačeny jen obrysy. Posledním typem beden je "Check Point" bedna označená písmenem "C". Pokud Crash zemře objeví se standardně na začátku úrovně. Pokud je ale aktivována jedna z Check Point beden, objeví se Crash na ní. Pokud jich je aktivováno více objeví u poslední rozbité.
Z beden také můžete získat speciální karty. Na nich mohou být vybráni doktor Cortex nebo doktor Brio a Tawna. Pokud hráč získá tři v jednom levelu, hra je zastaví a Crash se přesune do bonusového kola. V tomto bonusovém kole pak musí hráč rozbít velké počet beden čímž získá poměrně velké množství Wumpa Ovoce, nebo klíče ke schovaným lokacím. Pokud hráč v bonusovém kole spadne do jámy nebude mu ubrán život a bude vrácen zpět do úrovně ze které se dostal do bonusového levelu. To samé nastává při úspěšném dokončení. Hráč si může uložit hru když vstoupí do bonusové úrovně pomocí karet Tawny (jinak k tomu slouží systém kódů které dostanete na konci levelu, ten se pak zadá v hlavním menu hry a hráč se vrátí do hry podle informací obsažených v kódů).
Pokud hráč dokončí level aniž by ztratil život, objeví se na konci úrovně speciální obrazovka jenž hráče informuje o tom jak dobře si vedl a jestli je odměněn nějakým bonusem. Zároveň zjistí jestli vynechal nějaké bedny. Pokud hráč během levelu život ztratí je klasicky vrácen na mapu ostrovů s výběrem úrovní. Pokud však hráč během levelu neztratí žádný život a zároveň rozbije všechny bedny, získá diamant. Diamanty pak hráči umožní dostat se na místa (v různých levelech) kam dříve nemohl.

## Děj

### Postavy
Hlavním hrdinou a hratelnou postavou je Crash Bandicoot, statečný obratný zmutovaný vačnatec, který musí zachránit svou přítelkyni Tawnu. Hlavní zápornou postavou je doktor Neo Cortex, šílený vědec, kterému se vědecká komunita vysmívala za jeho bizarní (ne však neuskutečnitelné) teorie. Teď se chystá dokázat svým odpůrcům jejich chybu tím že vytvoří armádu zvířecích mutantů která pro něj ovládne svět. Jeden z Cortexových pomocníků je doktor Nitrous Brio, který je pravděpodobně tvůrcem přístroje Evolvo-Ray. Crashovou láskou je Tawna, samice Bandicoota, se kterou se zlí doktoři chystají experimentovat. Crashovi na jeho výpravě také pomáhá Aku Aku, duch šamana v podobě dřevěné šamanské masky, který je strážcem Wumpa Ostrovů (místo, kde se odehrává příběh). Crash ho může často najít na svých cestách a přes ostrovy a kdykoliv je Aku Aku s Crashem, je Crash chráněn před jakýmkoli jedním či dvěma nepřátelskými zásahy. Mezi další Crashovi nepřátelé patří Cortexovi poskoci z řad jeho mutantské armády a kmenový náčelník Papu Papu. Mezi mutanty patří Ripper Roo, bláznivý klokan z velice ostrými drápy, Koala Kong, svalatý ale neinteligentní medvídek koala, Pinstripe Potoroo, pes ozbrojený samopalem a oblečený v mafiánském obleku, a nakonec doktor Brio, také šílený vědec, který to umí s lektvary.

### Příběh
Hra je zasazena do oblasti tří ostrovů na jihovýchodě Austrálie, které jsou ovládány doktorem Noem Cortexem. Za pomoci svého přítele a geniálního vědce, doktora Nitruse Bria, vytvoří Evolvo-Ray (lze přeložit jako Vývojo-paprsek), se kterým vyvinou mnoho zvířat z ostrovů na příšery se super lidskou silou, až jich byla celkem početná populace. Jeden z experimentů byl mírumilovný Bandicoot (vakojezevec) Crash, který měl být Cortexovým velitelem pro jeho rostoucí zvířecí armádu. Navzdory Briovým varováním, Cortex vystaví Crashe nevyzkoušenému stroji "Cortex Vortex" ve snaze získat nad ním naprostou kontrolu. Experiment se však nezdaří protože "Vortex" Crashe odmítne. Cortex ho tedy pokládá za bezcenného a při honičce v Cortexově zámku vypadne Crash z okna a spadne do moře. Po Crashově útěku pak Cortex připravuje samici Bandicoota, Tawnu, k dalšímu experimentu.
Během zajetí se však Crash s Tawnou seznámili a rozhodne se tedy porazit Cortexe, napravit problémy které způsobil a zachránit Tawnu. Z pláže na kterou ho vyplaví moře, Crash projde skrz blízkou džungli překoná velkou dřevěnou zeď osídlenou primitivním kmenem. Poté se dostane do chatrče náčelníka kmene, Papu Papu, a je donucen ho porazit v sebeobraně, protože náčelníkovi se nelíbilo, že ho Crash probudil z jeho šlofíka. Na zádech divokého prasete pak utíká před rozbouřeným kmenem a překonává další velkou dřevěnou zeď. Odtud se dostane na druhý ze tří Cortexových ostrovů. Ostrov je dlouho opuštěný a tak na něm není nic jiného než džungle, ruiny osídlené ještěry, zchátralé horské mosty a strašidelné katakomby. Cortex ale zjistí že se Crash snaží dostat přes ostrovy zpět do hradu a tak proti němu posílá dalšího ze svých mutantů. Jedním z nich je bláznivý klokan Ripper Roo. Crash se s ním utká na vrcholku vodopádu, vyhraje a při velké explozi výbušniny TNT Roo spadne dolu. Crash pak pokračuje dál po ostrově až dorazí k dolu vyhloubeném v sopce. Zde se utká s dalším z mutantů, zlým doktorem, zvaným Koala Kong. Jak její jméno napovídá, je to koala a Crashe se snaží zneškodnit házením kamenů. Naštěstí Crash hozené kameny odrazí zpět a vyhraje. Porážka mu pak otevře cestu na další a zároveň poslední ostrov.
První místo které Crash navštíví na třetím ostrově je Cortexova elektrárna, která dodává energii k jeho pokusům v zámku. Elektrárna vypouští do moře radioaktivní odpad a ničí okolní život. To Crash nemůže nechat bez povšimnutí a tak se vydá skrz komplex. Nejdříve projde hlavní částí továrny, pak okolo generátoru až se dostane k místu kde se vypouští toxický odpad. Zde v jádru továrny se utká s Cortexovým ředitelem elektrárny, Pinstripem Potoroo. Je to pes, který vypadá jako mafián. Oblečen v saku a se samopalem v ruce začne střílet po Crashovi. Naštěstí se samopal přehřívá a poskytuje tam vždy na malou chvíli Crashovi zaútočit. Na konci boje pak několik zbloudilých kulek poškodí jádro elektrárny a dojde k jejímu zničení.
Teď na Crashe čeká samotný zámek. Protože se ale nemůže dostat do zámku přes padací most, musí vylézt po zdech až k oknu kterým vypadl a dostal se dovnitř. Poté, co projde temnými chodbami zámku a okolo několika strojů utká se s doktorem Nitrousem Briem v jeho laboratoři. Brio se pomocí chemických sloučenin sám promění v mutanta, ale crash ho i tak porazí. Zámek vzplane díky chemikáliím které Brio použil. Než však zámek vyhoří do základů Crash stihne utéct na Cortexovu vzducholoď. Zde Crashe čeká poslední souboj. Cortex sedí na malém vznášedle a střílí po Crashovi z plazmové pistole. Crashovi se podaří několik výstřelů odrazit zpět a zničí Cortexovi vznášedlo. Cortex padá dolů na ostrov a Crash se vydává pro svou milou Tawnu. Spolu pak opouštějí hořící zámek ve vzducholodi.

## Vývoj
Po předložení hry Way of the Warrior Marku Cernymu z Universal Interactive Studios, byla studiu Naughty přidělena práce na dalších třech hrách. V srpnu roku 1994 začali Jason Rubin a Andy Gavin s přesunem z Bostonu v Massachusetts do Los Angeles v Kalifornii. Během cesty se Rubin a Gavin rozhodli vytvořit 3D plošinovou hru. Protože bude hráč nucen celou hru koukat postavu zezadu, byla hra vtipně označena kódovým názvem Sonicova zadnicová hra. Základ technologie hry a celé série vznikl někde poblíž Gary v Indianě. Hrubý koncept hry pak v Coloradu. Brzy na to Rubin a Gavin zrušili svůj dřívější design hry pro Al O. Saurus and Dinestein, což byla ze strany viděná hra, kde se posouval obraz zprava doleva a hráč musel překonávat překážky, aby se nedostal do kraje obrazovky. Příběh byl o cestování v čase a vědcích geneticky spojených s dinosaury. Po příjezdu do Universal Interactive Studios se Rubin a Gavin setkali s Markem Cernym. Diskutovali o designu hry a dohodli se na výrobě. V září roku 1994 se Rubin a Gavin rozhodli vyvíjet svou novou hru pro PlayStation a Rubin začal designovat postavy. V prosinci roku 1994 najal Naughty Dog do svých řad Dava Baggetta jejich prvního zaměstnance, který byl zároveň Gavinovým přítelem z Massachusettského technologického institutu. Společně pak Baggett a Gavin vytvořil vývojářský nástroj s názvem "Game Oriented Object LISP" který bude použit k vytvoření herních postav. V lednu r. 1995 se Rubinovy nelíbil poměr programátorů ku umělců a tak najal další dva výtvarníky Boba Rafeie a Taylora Kurosakiho.
Naughty Dog potřeboval pro svou hru hlavní postavu, z toho důvodu najali dva umělce ze společnosti American Exitus, Charlese Zembillase a Joeho Pearsona, se kterými se každodenně scházeli až vytvořili herní prostředí a postavu s jménem "Willy the Wombat". Marketingový ředitel Universal Interactive Studios ale trval na jménu "Wez", "Wuzzles" nebo "Wizzy the Wombat". Při vytváření jednotlivých úrovní hry Zembillas and Pearson prvně načrtli prostředí s tím že projektování a vytváření prvků se nechá na později. Zaměřili se na přírodu ve snaze vyhnout se přímým linkám a 90stupňovým rohům. Výtvarníci Naghty Dogu načrtli každý objekt z pozadí dříve než byl vymodelován. Umělci měli za úkol co nejlépe využit textur a snížit množství geometrie. Temné a světlé prvky byly zasazeny vedle sebe, aby vytvořily optický klam a oddělily geometrii. Výtvarníci také skicovali, texturovali a hráli pod úhlem, aby zajistili, že hra bude hratelná i při velkém množství světla dopadajícím na obraz.
Správné použití barev bylo důležitým cílem pro umělce z Naughty Dog, například byly vzájemně akcentující barvy zvoleny jako téma pro úrovně "Lost City" a "Sunset Vista". Interiéry zámku doktora Cortexe byly navrženy, aby odrážely jeho pokřivenou mysl.
Po vytvoření hlavních postav hry se tým pustil do tří měsíčního vývoje hry. Hra byla poprvé funkční v dubnu 1995 a hratelná pak v červnu téhož roku. První tři levely pak byly hotovy o dva měsíce později. Byly však označeny jako příliš obtížné, aby se objevily na začátku hry, a tak byly přesunuty do oblasti elektrárny (třetí ostrov). Přibližně v tomto bodu se k Naughty Dogu přidává výtvarnice Charlotte Francisová. V září r. 1995 byla předvedeno první herní video šéfům z Universal Interactive Studios. Během vývoje si Rubin uvědomil že je ve hře mnoho hluchých míst díky neschopnosti PlayStationu vykreslovat početnější skupiny nepřátel najednou. Navíc hráči řešili herní puzzly příliš rychle. Rubin tedy přišel s nápadem beden které na sobě budou mít různé symboly, aby mohli vytvořit více puzzlů. První bedna tak byla umístěna do hry v lednu r. 1996 a stala s hlavní elementem hry pro celou sérii. Ničení beden v roli Willyho Wombata nakonec vedlo k přejmenování jeho postavy na Crashe Bandicoota. V březnu r. 1996 společnost Sony souhlasila s oznámením Crashe, který se měsíc na to přešel do alpha fáze Crash Bandicoot byl poprvé předveden na akci Electronic Entertainment Expo v květnu r. 1996 a sklidil velmi pozitivní reakce.
Hudba pro hru byla vytvořena společností Mutato Muzika (sestávající z Marka Mothersbaugha a Joshe Mancella), zatímco zvukové efekty byly vytvořeny společností Universal Interactive Studios (sestávající z Mika Golloma, Rona Horwitze a Kevina Spearse). Některé z nahrávek pak musely být změněny pro japonskou verzi, o čemž rozhodl japonský distributor. Důvod byl, že hudba při boji s bossy (tzn. Cortex, Brio atd.) by měla být více „videoherní“ a hudba v bonusových kolech Tawny byla až příliš nostalgická. Mancell měl pak jen dva dny na přepsání hudby a byla mu předložena hudba z Disneyland's Main Street Electrical Parade jako předloha. Hlasy ve hře byly zprostředkovány Brendanem O'Brienem.

## Světový úspěch
Hra Crash Bandicoot získala obecně kladnou kritiku. Ve většině herních časopisech a internetových stránkách lze najít přirovnání k Donkey Kong Country, ježku Sonicovi a Super Mario Bros.. Zároveň byla chválena (v r. 1996) za velmi dobrou ovladatelnost a velice povedenou grafiku vyvyšující hru nad ostatní hry pro konzoli PlayStation. Jedinou vadou bylo, podle recenzentů, málo inovace v herním žánru. Herní portál IGN uvedl: "nádherné prostředí a hedvábně hladká animace dělá tuto hru jednou z nejlepších titulů pro konzoli PlayStation".
K 1. 11. 2003 se prodalo zhruba 6,8 milionů kusů, což ze hry udělalo nejprodávanější titul pro konzoli PlayStation. Hra navíc jako první získala ocenění "Gold Prize" v Japonsku. Byla tak první "nejaponskou" hrou, které se podařilo prodat přes 500 000 kusů. Hra se pak přibližně dva roky od svého vydání držela v žebříčku 20 nejprodávanějších her, nemluvě o vlně fanoušku z Japonska, kde vznikly ohromné skupiny oslavující Crashe všelijakými kostýmy, kaskadérskými kousky v převleku Crashe atd.